# Cristina Ciccarelli
Cristina (al secolo Mattia) Ciccarelli (Colle di Lucoli, 24 febbraio 1480 – L'Aquila, 18 gennaio 1543) è stata una monaca cristiana italiana dell'Ordine di Sant'Agostino.
Fu beatificata, per equipollenza, da papa Gregorio XVI nel 1841.

## Biografia
Nacque a Colle di Lucoli, ultima dei sei figli di Domenico Ciccarelli e di Maria di Pericolo. Sin dall'infanzia mostrò inclinazione per la preghiera e la penitenza e portò una speciale devozione per un'immagine della Pietà che conservava in casa.
A undici anni si pose sotto la direzione spirituale del francescano Vincenzo dell'Aquila e, dietro suo consiglio, abbracciò la vita religiosa tra le agostiniane osservanti nel monastero aquilano di Santa Lucia. In tale occasione, mutò il suo nome di battesimo (Mattia) in quello religioso di Cristina.
Ricoprì più volte la carica di badessa.
La tradizione le attribuisce estasi e visioni: si tramanda che, in occasione di una festa del Corpus Domini, fu vista sollevarsi da terra mentre sul petto le splendeva un'ostia rinchiusa in una pisside.
Malata da tempo, morì nel 1543 e fu sepolta a destra dell'altare maggiore della chiesa di Santa Lucia.

## Culto
Il culto prestato alla beata Cristina sin dalla morte, fu confermato da papa Gregorio XVI nel 1841.
Dopo la soppressione del monastero di Santa Lucia (12 ottobre 1908) le sue reliquie furono trasferite nella chiesa di Sant'Amico.
La sua festa era celebrata dagli agostiniani il 12 ottobre e nella diocesi dell'Aquila il 12 febbraio.
Il suo elogio si legge nel Martirologio romano al 18 gennaio.